# 12840 Paolaferrari
12840 Paolaferrari (1997 GR5) là một tiểu hành tinh vành đai chính được phát hiện ngày 6 tháng 4 năm 1997 bởi L. Tesi và G. Cattani ở San Marcello Pistoiese.